# Пошта Mail.Ru
Пошта @Mail.Ru — безкоштовна послуга електронної пошти від російської компанії Mail.Ru. Розмір поштової скриньки не обмежений (при реєстрації дається 10ГБ, потім у міру потреби збільшується) . Надає доступ до поштових скриньок через вебінтерфейс і за протоколами POP3, SMTP і IMAP  . Користувачі при реєстрації можуть вибрати домен з декількох варіантів: @ mail.ru, @ list.ru, @ bk.ru, @ inbox.ru .
Для зручності користувачів передбачені пошук по поштовій скриньці, адресна книга, перевірка орфографії в листах, перекладач, щоденник, система нагадувань.
За даними на травень 2012, в пошті було зареєстровано 400 млн акаунтів (в тому числі неактивних) .
У серпні 2012 сервіс Почта@Mail.Ru став найпопулярнішим в Європі, поступаючись лише працюючим на континенті американським аналогам (Hotmail, Google Gmail, Yahoo! Mail) . Також сервіс тримає пальму першості в Росії .
За даними на вересень 2012 року, поштою користувалися 25 мільйонів чоловік .
Згідно зі статистикою, пік навантажень на поштові сервери припадає на робочі дні, в основному вранці і ввечері. Причому люди більше отримують листів, ніж самі відправляють. На відміну від «паперової» пошти, у свята навантаження невелика. Типовий користувач Почты@Mail.Ru - молода людина віком від 25 до 30 років, житель великого міста .

## Історія
- Сервіс з'явився в 1998 як найважливіша частина порталу Mail.ru.
- Починаючи з 2002 веде боротьбу зі спамом і вірусами в своїх поштових сервісах. У цій області компанія співпрацює з «ДіалогНаука» (антивірус Dr. Web) [11], «Лабораторія Касперського» («Антивірус Касперського ») [12] і «Ашманов і партнери» (Антиспам) [13]. У тому ж році було збільшено кількість доменів в поштовій службі Mail.ru, з тих пір доступними доменами для реєстрації поштових скриньок, крім mail.ru, є inbox.ru, bk.ru, list.ru.
- 2004 - підтримка стандарту SPF в роботі фільтрів своїх поштових серверів для верифікації «благонадійності» відправника писем[14].
- Навесні 2009 з'явилася можливість відправляти через пошту файли розміром до 20 гігабайт [15].
- 2010 - оголошення про запуск API [16] .
- У лютому 2011 а з'явилася безкоштовна функція SMS-повідомлень про прийшли листах [17].
- У серпні 2011  пошта повністю поміняла дизайн. Зовнішній вигляд серйозно спростився - найнеобхідніші функції стали тепер доступні з будь-якої сторінки, зникли зайві елементи [8]. З'явилися теми оформлення. Також, стали доступні «гарячі клавиши»[18].
- Восени 2012 рік а для всіх користувачів був включений механізм HTTPS-шифрування [19]. Також з'явився Календар [20] і мультіавторізація (для роботи з декількома поштовими ящиками)[21].
- У квітні 2013 змінилася форма написання листа: з'явилася можливість прикріплювати підпису (не виходячи з сторінки написання повідомлення), файли зі старих листів, листівки; з'явилася функція «Нагадати, що вам не відповіли».
- В липні 2013 року з'явилася «Mail.Ru для бізнесу».

## Цікаві факти
- Дата-центр Пошти Mail.Ru має об'єм 13,5 петабайта і є таким чином найбільшим сховищем даних в Європі [10].

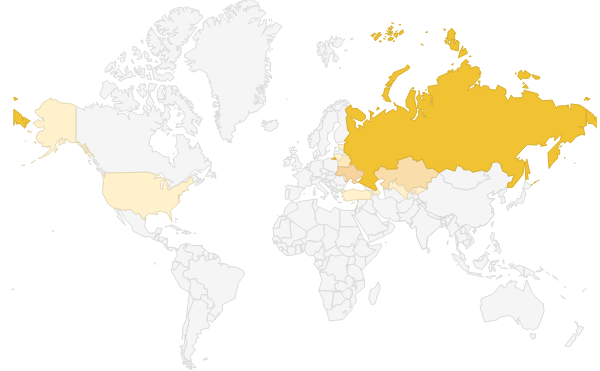
Популярність Пошти Mail.Ru в світі </ center>